# Mateiros
Mateiros is een gemeente in de Braziliaanse deelstaat Tocantins. De gemeente telt 1.802 inwoners (schatting 2009).
De gemeente grenst aan Rio da Conceição, Almas, Ponte Alta do Tocantins, Novo Acordo, São Félix do Tocantins, Alto Parnaíba (MA), Barreiras do Piauí (PI) en Formosa do Rio Preto (BA).